# Diga di Egawa
La diga di Egawa (江川ダム?, Egawa damu) è una diga ad Asakura, nella prefettura di Fukuoka, in Giappone. La diga fu completata nel 1972.